# Chillin' Like a Villain
"Chillin' Like a Villain" é uma canção do filme de televisão do Disney Channel de 2017 Descendants 2. A música e a letra foram compostas por Antonina Armato, Tim James, Tom Sturges e Adam Schmalholz. A canção foi interpretada pelos membros do elenco Sofia Carson, Cameron Boyce, Booboo Stewart e Mitchell Hope, em seus papéis vocais como Evie (filha da Rainha Má), Carlos (filho de Cruella de Vil), Jay (filho de Jafar) e Ben (filho de Bela e Fera).

## Receção
Chillin' Like a Villain alcançou sucesso comercial, atingindo o número 95 na parada Billboard Hot 100. Este feito reflete a popularidade da canção e o amplo apelo da franquia Descendants. A série, conhecida por combinar elementos de fantasia e gêneros musicais, cativou um público diversificado de fãs da Disney. Chillin' Like a Villain se destaca como um número musical chave no filme, contribuindo para a narrativa geral e o valor de entretenimento.

## Performance no filme
No filme, a canção é interpretada enquanto os personagens tentam ensinar Ben a se encaixar com as crianças vilãs da Ilha dos Perdidos. O ritmo animado e as letras cativantes da música transmitem a natureza travessa e divertida das origens dos personagens e suas tentativas de navegar em suas identidades complexas.

## Posição nas paradas musicais
| Parada (2017)                      | Melhor posição |
| ---------------------------------- | -------------- |
| Estados Unidos (Billboard Hot 100) | 95             |
| US Kid Digital Songs (Billboard)   | 2              |

## Certificações
| Região                                                                                                  | Certificação | Vendas     |
| --- | ------------ | ---------- |
| Estados Unidos (RIAA)                                                                                   | Platina      | 1,000,000^ |
| *números de vendas baseados somente na certificação ^números de vendas baseados somente na certificação |              |            |

## Versão de Natal

### Chillin' Like a Snowman
Single por Sofia Carson
| Lançado      | 1 de dezembro de 2017                                 |
| Gravado      | 2017                                                  |
| Gênero       | Pop Música de Natal                                   |
| Duração      | 2:29                                                  |
| Gravadora    | Walt Disney                                           |
| Compositores | Antonina Armato Tim James Tom Sturges Adam Schmalholz |
| ------------ | ----------------------------------------------------- |

"Chillin' Like a Snowman" é uma canção interpretada por Sofia Carson. Foi lançada em 1 de dezembro de 2017 pela Walt Disney Records. A canção é a versão natalina de "Chillin' Like a Villain" do filme Descendants 2 do Disney Channel.

## Lista de faixas - Versão de Natal
- Download digital[4]

1. "Chillin' Like a Snowman" — 2:29

## Histórico de lançamento - Versão de Natal
| País           | Data                  | Formato          | Gravadora   |
| -------------- | --------------------- | ---------------- | ----------- |
| Estados Unidos | 1 de dezembro de 2017 | Download digital | Walt Disney |